# Scytonema
Scytonema es un género de cianobacteria Nostocal que contiene más de 100 especies.  

## Descripción
Scytonema forma filamentos de una sola hebra, espuriosamente ramificados, generalmente de color azul marrón a marrón, de 8 a 70 μm de diámetro con células cilíndricas que, al igual que todas las células bacterianas, no contienen núcleos celulares ni plastidios. Cada hilo se encuentra en su propia vaina de gelatina. La ramificación espuria se debe al crecimiento intercalar. Esto da lugar a un lazo en el hilo, que rompe fuera del Gallertscheide, generalmente debido a la muerte de células individuales. Así, las dos ramas laterales típicas para este tipo se forman en un lugar. Hay células regulares de paredes gruesas en los filamentos y en los extremos. Estos son heterocistos, que se utilizan para la fijación biológica de nitrógeno.
Scytonema es un fijador de nitrógeno, y puede proporcionar nitrógeno a las hojas de las plantas en las que está creciendo. Algunas especies de Scytonema forman una relación simbiótica con hongos para producir un liquen.

## Reproducción
La multiplicación asexual tiene lugar por fragmentos de hilos de células pequeñas, las llamadas hormonias, capaces de moverse lentamente.

## Distribución
Scytonema vive en piedras en el suelo de aguas estancadas y fluidas, pero también en plantas acuáticas. Algunas especies sobreviven a la sequía ocasional de las aguas. Pocas 
especies también viven en aguas termales. También se encuentran en piedras húmedas. Los "golpes de tinta" que aparecen en las rocas calizas de las montañas están formados en 
parte por este género.

## Tipos (selección)
Scytonema amplum
Scytonema hofmanii
Scytonema myochrous
Scytonema ocellatum
Scytonema velutinum